# Aparasphenodon brunoi
Aparasphenodon brunoi (tên tiếng Anh: Bruno's Casque-headed Frog) là một loài ếch thuộc họ Nhái bén. Đây là loài đặc hữu của Brasil.
Môi trường sống tự nhiên của chúng là rừng ẩm vùng đất thấp nhiệt đới hoặc cận nhiệt đới, vùng cây bụi ẩm khu vực nhiệt đới hoặc cận nhiệt đới, và đầm nước ngọt có nước theo mùa. Chúng hiện đang bị đe dọa vì mất môi trường sống.